# شوردرق
شوردرق هي قرية في مقاطعة مرند، إيران. عدد سكان هذه القرية هو 1,229 في سنة 2006.